# Ashley Montagu

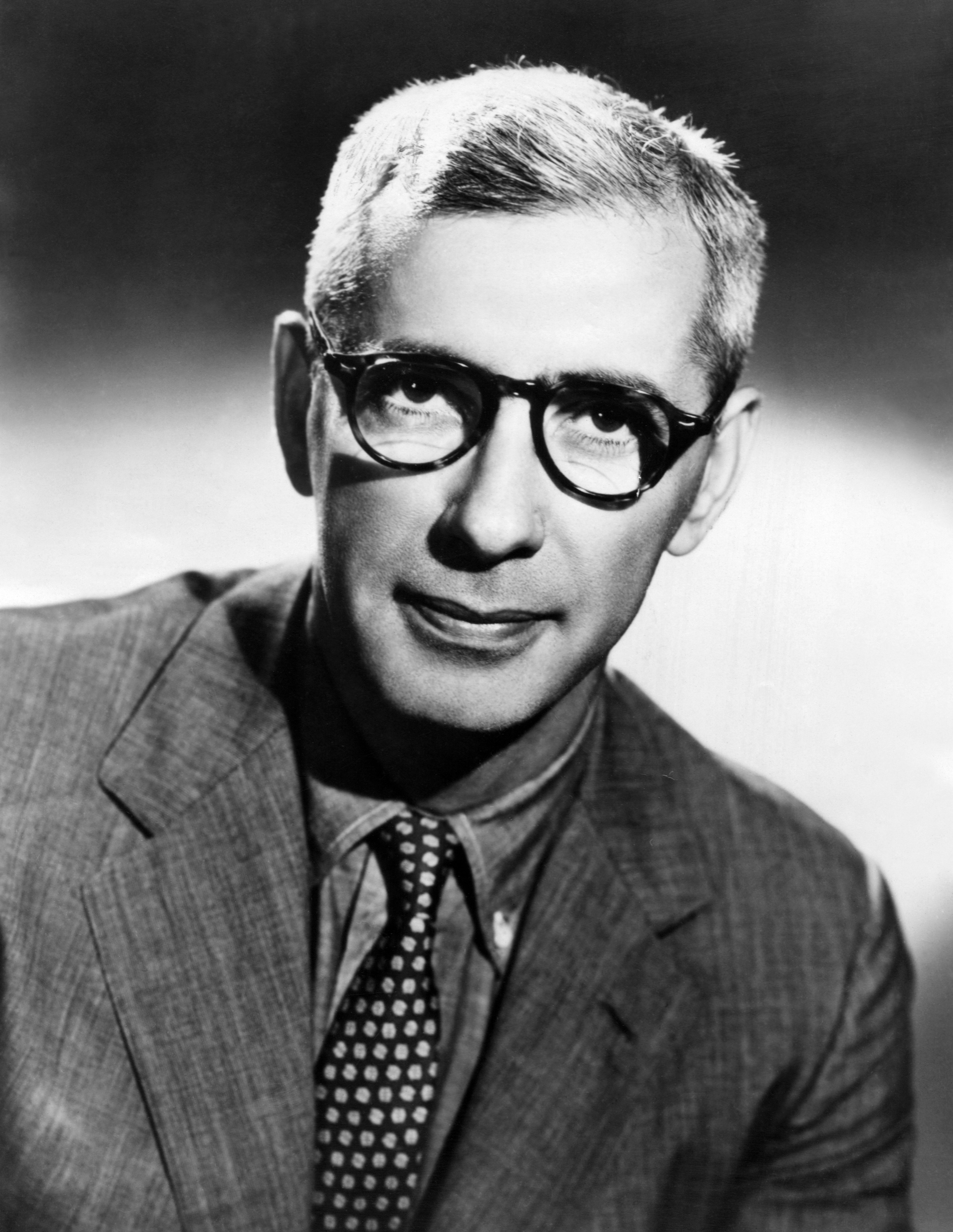
Ashley Montagu

Montague Francis Ashley Montagu (geboren als Israel Ehrenberg; * 28. Juni 1905 in London, Großbritannien; † 26. November 1999 in Princeton, New Jersey) war ein britisch-amerikanischer Anthropologe und Humanist. Bekannt wurde er unter anderem für Veröffentlichungen über die menschliche Evolution, Geschlecht und Entwicklungspsychologie und für seine kritische Auseinandersetzung mit dem Rassenbegriff. 1950 wurde er Berichterstatter des UNESCO Statement on Race.
Nach einer Kindheit im Londoner East End begann Ashley Montagu mit 17 ein Studium der Psychologie und Anthropologie am University College London und an der London School of Economics, u. a. bei Karl Pearson, Charles Spearman, Grafton Elliot Smith, Charles Gabriel Seligman und Bronisław Malinowski. Nach dem Examen wechselte er zur Columbia-Universität in New York, wo er 1936 bei Franz Boas und Ruth Benedict über die Vorstellungen der Fortpflanzung bei den australischen Aborigines promovierte. Von 1941 bis 1945 leitete er die anthropologische Fakultät der Rutgers-Universität. Er lebte seit 1949 in Princeton.

## Werke (Auswahl)
Montagu hat um die 50 Bücher veröffentlicht.
Zu seinen bekanntesten Werken gehören
- Coming into Being Among the Australian Aborigines. London 1937,
- Man’s Most Dangerous Myth: The Fallacy of Race (1942), eine Absage an die Rassentheorien seiner Zeit,
- Körperkontakt. Die Bedeutung der Haut für die Entwicklung des Menschen. Stuttgart 1974 (englischer Originaltitel: Touching: The Human Significance of The Skin von  1971), eine Studie über die Bedeutung der Haut als taktiles Organ für die soziale Entwicklung des Menschen,
- The Elephant Man: A Study in Human Dignity, eine Studie über den Fall des Joseph Merrick (ebenfalls 1971) und
- The Natural Superiority of Women (1953).